# ターキーベーコン

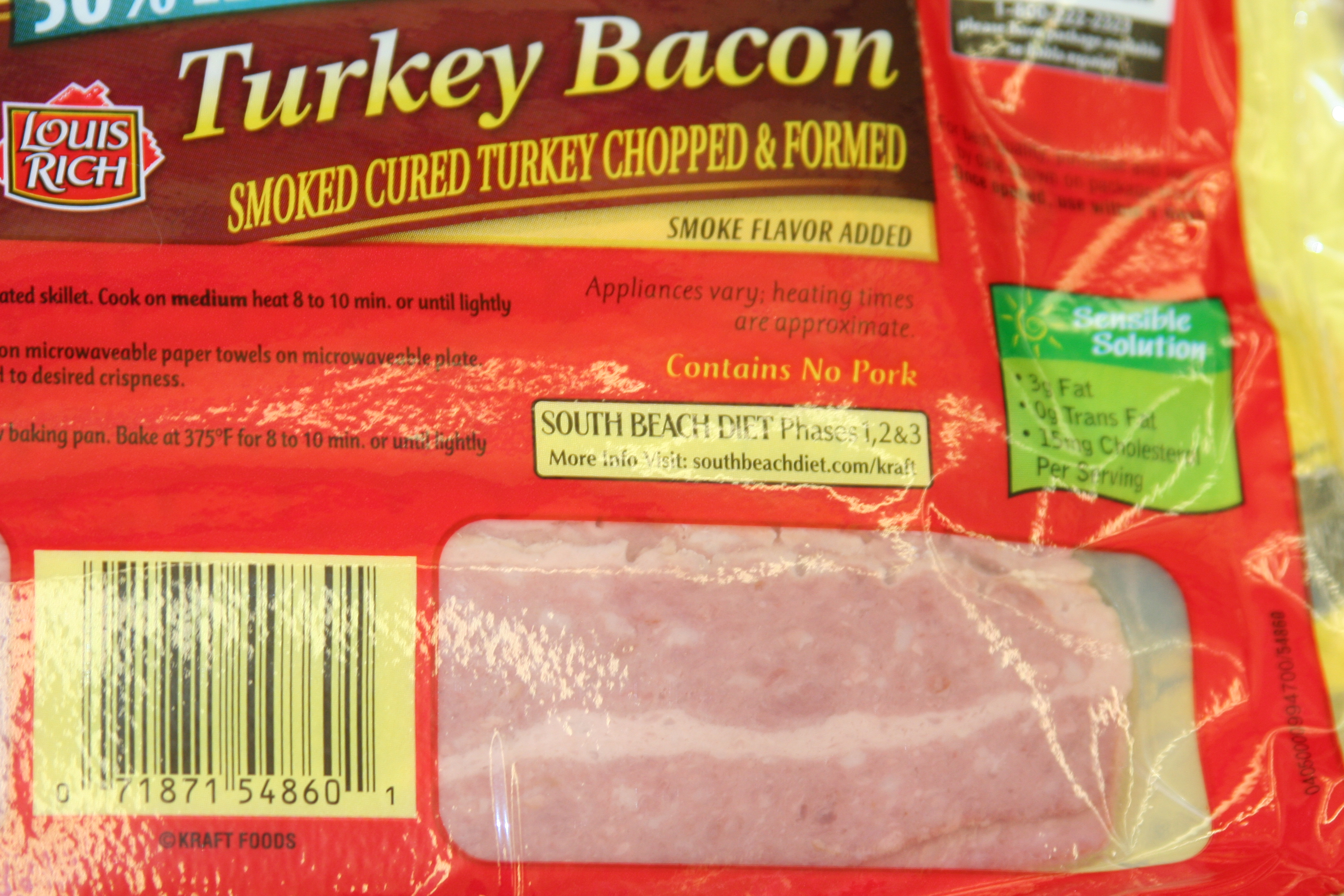
市販されているターキーベーコン（アメリカ合衆国）

ターキーベーコン、七面鳥ベーコン（英語: turkey bacon）は、七面鳥を使った代替ベーコン。
七面鳥のもも肉を細かく切ってひき肉にし、調味料を加えて薄く細長いベーコンの形状にした加工肉である。
一般的な豚肉から作る通常のベーコンと比べると、ターキーベーコンは低カロリーで飽和脂肪も少ない。
使用方法は通常のベーコンと同じに使用できる。フライパンなどで通常のベーコンを焼くと脂が染み出してパチパチと焼ける音がするが、七面鳥ベーコンは脂があまり染み出してこず、比較的静かに焼ける。また、長時間加熱してもカリカリにはならず、パサついた感じになる。